# تاكيهيرو واتانابي
تاكيهيرو واتانابي (باليابانية: 渡部剛弘) هو متزحلق نوردي مزدوج ياباني، ولد في 13 يوليو 1993 في أيزواكاماتسو في اليابان.

## وصلات خارجية
- تاكيهيرو واتانابي على موقع الاتحاد الدولي للتزلج (التزلج النوردي المزدوج) (الإنجليزية)